# Răstolț, Sălaj
Răstolț (în maghiară: Nagyrajtolc) este un sat în comuna Buciumi din județul Sălaj, Transilvania, România.